# Nanularia obrienorum
Nanularia (Nanularia) obrienorum – gatunek chrząszcza z rodziny bogatkowatych i podrodziny Chrysochroinae.
Gatunek ten został opisany w 1971 roku przez Josefa N. Knulla.
Ciało długości od 7 do 15 mm i szerokości od 4,2 do 4,5 mm. Ubarwienie błyszczące, ciemnomiedziane po obu stronach. Głowa gęsto, biało owłosiona, o czole gęsto punktowanym. Przedplecze grubo punktowane, szersze niż długie, o krawędzi tylnej trójfalistej, a bocznych szeroko zaokrąglonych z przodu i zafalowanych ku nasadzie. Boki przedplecza z żeberkami. Pokrywy najszersze za barkami, owłosione, nieregularnie punktowane, ze śladami żeberek. Boki pokryw zafalowane około połowy długości i dalej szeroko zaokrąglone ku ściętym wierzchołkom, w wierzchołkowej części delikatnie piłkowane. Spód ciała owłosiony.
Imagines spotyka się w lipcu i sierpniu na Erigonum elongatum i E. nudum.
Chrząszcz ten występuje w Kalifornii w obszarze graniczącym z południową Great Central Valley i zachodnią Antelope Valley. Miejsce typowe znajduje się w hrabstwie Kern.